# Dicranota (Rhaphidolabis) perproducta
Dicranota (Rhaphidolabis) perproducta is een tweevleugelige uit de familie Pediciidae. De soort komt voor in het Oriëntaals gebied.